# ميلاني مايرون
ميلاني مايرون (بالإنجليزية: Melanie Mayron)‏ هي منتجة أفلام وكاتِبة وكاتبة سيناريو ومخرجة وممثلة أمريكية، ولدت في 20 أكتوبر 1952 بفيلادلفيا في الولايات المتحدة.

## أعمال

### أفلام
- (1974) هاري وتونتو
- (1977) أنت تضيئين حياتي[4]
- (1982) مفقود

### مسلسلات
- الكاذبات الصغيرات الجميلات
- عقول إجرامية

## وصلات خارجية
- ميلاني مايرون على موقع IMDb (الإنجليزية)
- ميلاني مايرون على موقع ألو سيني (الفرنسية)
- ميلاني مايرون على موقع أول موفي (الإنجليزية)
- ميلاني مايرون على موقع قاعدة بيانات برودواي على الإنترنت (الإنجليزية)
- ميلاني مايرون على موقع قاعدة بيانات الأفلام السويدية (السويدية)
- ميلاني مايرون على موقع إن إن دي بي (الإنجليزية)
- ميلاني مايرون على موقع قاعدة بيانات الفيلم (الإنجليزية)
- ميلاني مايرون على موقع كينوبويسك (الروسية)